# Монети середньовічної Персії (Чагатаїди)
Монети середньовічної Персії після монгольського вторгнення на території північного Хорасану карбувалися від імені чаґатаїдів під час ісламізації тюркських племен за часів правління чаґатайського та могулістанського хана Буян-Кулі (1348–1358) з дозволу еміра Астрабаду Валі.

## Історія
Див. також Монети середньовічної Персії (Джучиди)
Починаючи з 1219 року, монголи вели завойовницькі війни на територіях Середньої Азії. У 1221—1227 році ними були завойовані Герат, Ісфаган, Фарс та ін. У 1251 році чингізид Хулагу-хан рушив завойовувати асасинів, знищивши халіфат у Багдаді. У 1256 році він оголосив про створення власної держави — Улусу Хулагу. У 1335 році, після смерті останнього з роду хулагуїдів Абу-Саїда, держава припинила своє існування. Відсутність спадкоємця на трон привела до суперництва поміж слабкими династіями музаффаридами, панівними у Фарсі та Ісфагані; поміж династіями джалаїрів, що правили в Багдаді та Тебризі; поміж династіями курдів у Гераті. Також сутички поміж місцевими релігійними племенами, такими як сербедари в Хорасані та пуштуни в Кермані. Не обійшлося без сутичок і серед місцевих емірів на прикордонних районах. Нестабільна політична та економічна ситуації привели до занепаду Персії. За часів правління еміра Астабаду Валі (1356—1366, 1374—1384) робиться спроба об'єднати племена поміж собою. З його дозволу, а також з дозволу емірів Кухістану та Герату чагатайським та могулістанським ханом Буян-Кулі (1348–1358) проводиться політика ісламізації диких племен, але цей процес тривав недовго і нестабільність на територіях північного Хорасану не вдалося припинити.
На початку 1350-х років XIV ст. крім традиційних монетних дворів виготовлення монети ведеться в Дамгані та Астрабаді. З'являються срібні монети карбовані за нестандартною ваговою нормою в Базарі (Астрабад) з ваговою нормою 2,75 гр. Тобто на монетному ринку з'являється маса монет, карбованих за різними ваговими стандартами.
У 1381 році із захоплення Герату Тимуром почалося завоювання Персії. Династії, що воювали поміж собою, не змогли протистояти тимуридам. У 1382 році Тимур призначив володарем Хорасану свого третього сина Міран-шаха. У 1382—1385 роках Персія повністю опинилася під владою тимуридів. Пізніше на захоплених територіях Тамерланом була оголошена держава Туран.

## Монетний двір у Дамгані
До монгольських завоювань територій Хорасану Дамган знаходився у складі держави Хорезмшахів. В 20-х роках XIII ст. приєднався до держави Ільханів. З дозволу емірів Астрабаду, Кухістану та Герату чагатайському та могулістанському хану Буян-Кулі (1348–1358) надається часткове управління. У 80-ті роки XIV ст. увійшов до складу держави Тимуридів. Місто Дамган знаходиться на півночі Ірану в остані Семнан, в 342 к від Тегерану. Адміністративний центр шахрестану Дамгану.

### Теньга

Дамган, ^{1}⁄_{2} теньги, (4,6 г), 755, Буян-Кулі

За часів правління Буян-Кулі, бл. 1355—1358 (753—756 роки Гіджри) роках, у Дамгані (араб. دامغان) карбувалися 1⁄2 теньги, вагою 4,6—4,8 г. На аверсі в лінійному подвійному чотирикутнику ім'я та титули хана, з боків позначення монетного двору та рік абджадом. На реверсі в лінійному колі 5-дуговий картуш із загостреними кінцями, в полі якого надпис. З боків картушу легенда.

## Монетний двір у Астрабаді (Базарі)

Карбування в Астрабаді (Базар), ^{1}⁄_{4} теньги (2,58 г), Буян-Кулі

Дивись також Монетний двір у Астрабаді (Базарі) Джучиди
На території сучасного міста Ґорґан (араб. گرگان‎) до 1937 року — Астрабад, або Астарбад) у його старій частині, розміщений Налбанданський (укр. Древній) базар, на якому в часи середньовіччя карбували монети ільхани та в часи правління Буян-Кулі, чагатаїди. Саме на цьому базарі збереглося найбільше історичних пам'яток Ґорґану. У 1384 році Тимуриди завоювали місто Астрабад і поруйнували його. На початку XV ст. місто знову відродилося. Ґорґан є центром провінції Голестан (Іран) і розміщений бл. в 400 км від Тегерану та бл. 30 км від Каспійського моря. 

### Теньга
За часів правління Баян-Кулі (1348–1358) з дозволу Аміра Валі (1356—1366), карбуються монети в Астрабаді з позначенням місця карбування «Базар» (араб. بازار). Відомі номінали того періоду в 1⁄4 (2,58—3,1 г) та 1⁄12 теньги (бл. 1 г). На аверсі в подвійному лінійному (середній крапковий) 6-дуговий картуш сполученого колами з лінійним колом, в полі надпис в 3 рядки з позначенням імені Баян-Кулі. На реверсі в лінійному колі 4-дуговий картуш. В полі надпис в 3 рядки, з боків віньєтки.